# Lesław Ćmikiewicz
Lesław Ćmikiewicz (Breslavia, Polonia, 25 de agosto de 1948) es un exjugador y exentrenador de fútbol polaco. En su etapa como jugador profesional se desempeñaba como centrocampista.
Fue incluido en el Salón de la Fama del Legia de Varsovia.

## Selección nacional
Fue internacional con la selección polaca en 57 ocasiones. Fue campeón olímpico en 1972 y subcampeón en 1976. También formó parte de la selección que obtuvo el tercer lugar en la Copa del Mundo de 1974.

### Participaciones en Copas del Mundo
| Mundial                        | Sede             | Resultado    | Partidos | Goles |
| ------------------------------ | ---------------- | ------------ | -------- | ----- |
| Copa Mundial de Fútbol de 1974 | Alemania Federal | Tercer lugar | 6        | 0     |

### Participaciones en Juegos Olímpicos
| Olimpiada                         | Sede             | Resultado  | Partidos | Goles |
| --------------------------------- | ---------------- | ---------- | -------- | ----- |
| Juegos Olímpicos de Múnich 1972   | Alemania Federal | Campeón    | 7        | 0     |
| Juegos Olímpicos de Montreal 1976 | Canadá           | Subcampeón | 4        | 0     |

## Equipos

### Como jugador
| Equipo                    | País           | Año       |
| ------------------------- | -------------- | --------- |
| Śląsk Wrocław             | Polonia        | 1965-1970 |
| Legia de Varsovia         | Polonia        | 1970-1980 |
| New York Arrows (indoor)  | Estados Unidos | 1980      |
| Chicago Horizons (indoor) | Estados Unidos | 1980-1981 |

### Como entrenador
| Equipo                         | País    | Año       |
| ------------------------------ | ------- | --------- |
| Legia de Varsovia (asistente)  | Polonia | 1981-1982 |
| Motor Lublin                   | Polonia | 1982-1985 |
| Stal Rzeszów                   | Polonia | 1985-1986 |
| Górnik Zabrze                  | Polonia | 1986      |
| Hutnik Nowa Huta               | Polonia | 1987-1988 |
| Pogoń Szczecin                 | Polonia | 1988      |
| Gwardia Varsovia               | Polonia | 1989-1990 |
| Selección nacional (asistente) | Polonia | 1989-1993 |
| Selección nacional             | Polonia | 1993      |
| Selección nacional sub-21      | Polonia | 1999-2001 |
| Amica Wronki (asistente)       | Polonia | 2003-2004 |
| Tur Turek                      | Polonia | 2005-2006 |
| KS Cracovia (asistente)        | Polonia | 2006-2008 |

## Palmarés

### Como jugador

#### Campeonatos nacionales
| Título          | Equipo            | País    | Año  |
| --------------- | ----------------- | ------- | ---- |
| Copa de Polonia | Legia de Varsovia | Polonia | 1973 |
| Copa de Polonia | Legia de Varsovia | Polonia | 1980 |

#### Campeonatos internacionales
| Título           | Equipo  | Sede                      | Año  |
| ---------------- | ------- | ------------------------- | ---- |
| Juegos Olímpicos | Polonia | Múnich (Alemania Federal) | 1972 |

### Distinciones individuales
| Distinción                               | Año  |
| ---------------------------------------- | ---- |
| Premio de la ciudad de Varsovia          | 2011 |
| Miembro del Klub Wybitnego Reprezentanta | 2014 |

## Condecoraciones
| Distinción                                    | Año  |
| --------------------------------------------- | ---- |
| Cruz de Oficial de la Orden Polonia Restituta | 2001 |